# Långtjärnen (Alanäs socken, Jämtland, 714564-147608)
Långtjärnen är en sjö i Strömsunds kommun i Jämtland och ingår i Ångermanälvens huvudavrinningsområde. Sjön har en area på 0,163 kvadratkilometer och ligger 574,2 meter över havet.

## Delavrinningsområde
Långtjärnen ingår i det delavrinningsområde (714658-147594) som SMHI kallar för Ovan 714813-147261. Medelhöjden är 589 meter över havet och ytan är 8,43 kvadratkilometer. Det finns inga avrinningsområden uppströms utan avrinningsområdet är högsta punkten. Korsflobäcken som avvattnar avrinningsområdet har biflödesordning 4, vilket innebär att vattnet flödar genom totalt 4 vattendrag innan det når havet efter 251 kilometer. Avrinningsområdet består mestadels av skog (90 procent). Avrinningsområdet har 0,32 kvadratkilometer vattenytor vilket ger det en sjöprocent på 1,9 procent.